# Edickson Contreras
Edickson Contreras  Bracho (* 11. Oktober 1990 in Cabimas) ist ein venezolanischer Wasserspringer, der im Kunst- und Turmspringen sowie im Synchronspringen antritt.
Contreras trainiert unter Alfredo Borges und Wing Yu Hu am Schwimmzentrum in Barquisimeto, wo er auch Kommunikationswissenschaft studiert. Seine ersten internationalen Wettkämpfe bestritt er bei der Juniorenweltmeisterschaft 2006 in Kuala Lumpur, er schied jedoch vom 1-m- und 3-m-Brett nach dem Vorkampf aus. Im Erwachsenenbereich bestritt Contreras seine ersten Titelkämpfe bei der Weltmeisterschaft 2009 in Rom. Er trat im 10-m-Turm- und Synchronspringen an, schied aber erneut nach seinen Vorkämpfen aus. Finalteilnahmen erreichte er erstmals bei den Panamerikanischen Spielen 2011 in Guadalajara. Vom 3-m-Brett und im 10-m-Synchronspringen belegte er jeweils Rang sieben. Contreras gewann beim Weltcup 2012 in London einen Quotenplatz für die Olympischen Spiele 2012 an gleicher Stelle. Dort belegte er in der Qualifikation Rang 28 und erreichte damit nicht das Finale.